# شینتارو شیمادا
شینتارو شیمادا (انگلیسی: Shintaro Shimada؛ زادهٔ ۵ دسامبر ۱۹۹۵) بازیکن فوتبال اهل ژاپن است.